# Alexandru Oprea
Alexandru Oprea (n. 5 iulie 1931, Gorunești, România – d. 5 decembrie 1983, București, România) a fost un scriitor, critic și istoric literar român. A fost membru al Uniunii Scriitorilor din România.

## Biografie
A fost fiul lui Gheorghe Oprea și al Elenei, agricultori. A urmat cursurile școlii primare în Gorunești  (1939 - 1942) și ale Liceului Frații Buzești din Craiova (1943 - 1950). 
A lucrat ca reporter la ziarul Înainte din Craiova (februarie - septembrie 1950). A studiat la Școala de Literatură și Critică Literară „Mihai Eminescu” din București (1950 - 1952), la Institutul Maxim Gorki din Moscova (1952 - 1955) și la Facultatea de Filosofie (secția ziaristică) a Universității din București (1955 - 1959). 
Din iulie 1952, a fost redactor apoi șef de secție al revistei Viața românească până în 1957. Între 1961 și 1966 a fost redactor-șef adjunct al revistei Luceafărul, apoi redactor-șef adjunct al revistei Gazeta literară (până în 1968). 
A lucrat ca adjunct al lui Perpessicius la Muzeul Literaturii Române (între 1968 - 1971) și la revista Manuscriptum (1970 - 1971), Din octombrie 1971 până în 1983 a fost la conducerea Muzeului și a revistei. 
A debutat cu monografia Panait Istrati (publicată în 1965). Au urmat primul volum de articole de critică literară Mișcarea prozei în 1967 și Cinci prozatori iluștri, cinci procese literare în 1971.
Alexandru Oprea a scris prefața unor volume ca Rabindranath Tagore - Ghirlanda dragostei (1961); P. Istrati - Chira Chiralina; Moș Anghel; Ciulinii Bărăganului (1962) sau Guo Moruo - Ospățul lui Confucius (1965).

## Lucrări scrise
- Panait Istrati, București, 1964. Volum republicat în 1976[5] și 1984.[6]
- Mișcarea prozei. București, 1967;
- Cinci prozatori iluștri, cinci procese literare. București, 1971;
- Panait Istrati. Un chevalier errant moderne. Dossier de la vie et de I'oeuvre, București, 1973;[7]
- Mitul faurului aburit. Excurs în atelierul prozatorilor romani moderni. București, 1974;
- Incidente critice. București, 1975;
- Panait Istrati. Dosar al vieții și al operei, București, 1976 (ed. II, 1984);
- J. Rousseau și Tolstoi în căutarea vârstei de aur. București, 1978 (cu Galina Oprea);
- Studiu introductiv - Mateiu I. Caragiale - un personaj. Dosar al existentei, București, 1979;
- Fata nevăzută a literaturii. Eseutr. București, 1980;
- Dialoguri. Contribuții la valorificarea moștenirii clasice și romantice în literatura română și germană - Dialoge. Zur Rezeption der Klassischen und Romantischen deutschen und rumanischen Literatur.   București și Weimar, 1982;
- În căutarea lui Eminescu - gazetarul. București, 1983.[8]

## Premii
În 1964 a primit Premiul Uniunii Scriitorilor pentru monografia sa Panait Istrati.
În 1977 i s-a oferit Premiul Perpessicius din partea revistei Manuscriptum precum și Diploma de onoare pentru contribuția adusă la editarea volumului II - Proză literară de Mihai Eminescu. 
În 1980 a primit premiile Timotei și Perpessicius pentru contribuția adusă la editarea Operelor lui Mihai Eminescu; Publicistica IX (1870-1877). 